# José Carvajal
José Carvajal González (31 marzo 1968) è un ex giocatore di calcio a 5 costaricano.

## Carriera
Carvajal ha disputato, da capitano della nazionale costaricana, due campionati mondiali (1992 e 2000) entrambi conclusi al primo turno.